# Alexandra Hedison

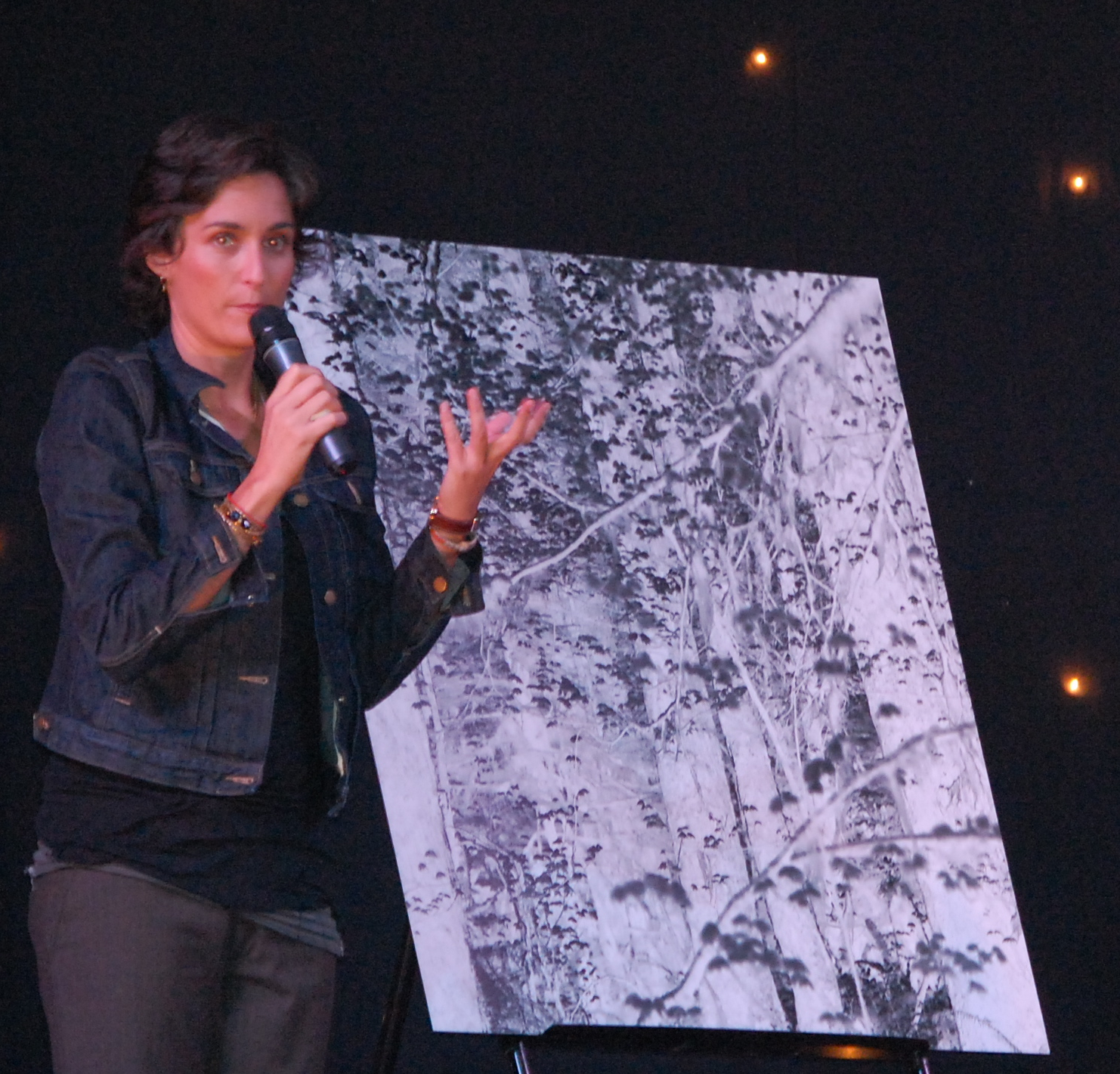
Alexandra Hedison (2009)

Alexandra Mary Hedison (* 10. Juli 1969 in Los Angeles, Kalifornien) ist eine US-amerikanische Schauspielerin, Regisseurin, Drehbuchautorin und Fotografin mit armenisch-italienischen Wurzeln.

## Leben und Karriere
Alexandra Hedison ist die Tochter des Schauspielers David Hedison (1927–2019) und der Produzentin Bridget Hedison und hat eine Schwester. Sie wuchs in Kalifornien auf und besuchte die University of California in Los Angeles.
Bekannt wurde Hedison durch ihre Rolle der Dylan Moreland in der dritten und sechsten Staffel der US-Fernsehserie The L Word.
Hedison war von 2000 bis 2004 mit Ellen DeGeneres liiert. Seit 2013 ist sie mit der Schauspielkollegin Jodie Foster zusammen, im April 2014 hat das Paar geheiratet.

## Filmografie (Auswahl)
- 1994: Superman – Die Abenteuer von Lois & Clark (Lois & Clark: The New Adventures of Superman, Fernsehserie, eine Episode)
- 1994: Sleep with Me – Liebe zu dritt (Sleep With Me)
- 1994: The Hard Truth – Gnadenlose Enthüllung (The Hard Truth)
- 1995: Auf der Suche nach der magischen Maske (Max Is Missing, Fernsehfilm)
- 1995: Countdown des Schreckens (OP Center, Fernsehfilm)
- 1995: Melrose Place (Fernsehserie, eine Episode)
- 1996: Palm Beach-Duo (Silk Stalkings, Fernsehserie, eine Episode)
- 1996: Tödliche Verschwörung (The Rich Man's Wife)
- 1996–1997: L.A. Firefighters (Fernsehserie, 13 Episoden)
- 1997–1998: Night Man (Fernsehserie, zwei Episoden)
- 1998: Kollision am Himmel (Blackout Effect, Fernsehfilm)
- 1998: Prey – Gefährliche Spezies (Prey, Fernsehserie, sieben Episoden)
- 1998: Alabama Dreams (Any Day Now, Fernsehserie, eine Episode)
- 1999: Seven Days – Das Tor zur Zeit (Seven Days, Fernsehserie, eine Episode)
- 1999: Standing on Fishes
- 2000: Nash Bridges (Fernsehserie, eine Episode)
- 2005: In the Dog House (Regie, Drehbuch, Stimme)
- 2006–2009: The L Word – Wenn Frauen Frauen lieben (The L Word, Fernsehserie, 14 Episoden)